# وادي الدالية
وادي الدالية هو أكبر وادٍ يمر جنوب مدينة جمالا التاريخية في الجولان. تنبع مياه وادي الدالية من ينابيع بردلة و منصورة الواقعة شمال غرب تل الجوخدار، ويتدفق غربًا حيث يشكل واديًا عميقًا عبر شلال مرتفع ومثير للإعجاب . في مساره ينضم إليه وادي مسيل الدبس الذي يقع أيضًا بالقرب من وادي الدالية، ويضيف إليه كمية كبيرة من المياه.
يتقاطع وادي مسيل الدبس مع وادي الدالية في منطقة محمية جمالا ثم ينضم إليه لاحقًا وادي جمالا نفسه.
أما الجزء الأخير من وادي الدالية بالقرب من مصبه في بحيرة طبريا يُعرف هذا الجزء باسم المجَرْسَة فقد إعلن عنه محمية طبيعية مدفوعة الدخول وهو مسار مناسب للمتنزهين الذين يسيرون داخل مجرى الوادي وطول المسار ما يقارب 4 كيلو متر .   يُعتقد أن اسم “ المجَرْسَة ” مشتق من حقيقة أن المنطقة كانت تضم طواحين قمح في الماضي.
على الضفة الشمالية للوادي في منطقة محمية جمالا ، عثر على اثار تاريخية تعود للعصر الحجري النحاسي.

## النباتات
في منحدرات المجَرْسَة تنمو مجموعة متنوعة من النباتات منها: البطم الأطلسي، البوط عريض الأوراق ،الدفلة النهرية ،القضبان الطبي، القصب، كف مريم ،اللوز صغير الأوراق ،سراخس العطر ،التين.
في الأجزاء الوسطى من وادي الدالية، تنمو العديد من أشجار الصفصاف وشجيرات الدفلة النهرية. أما في المناطق الصخرية من الوادي فتوجد نباتات مثل اللبنى المتكتلة، العليق، كف مريم.
يغطي المنحدر الجنوبي للوادي غابة متوسطية تشمل نباتات مثل، البطم الفلسطيني، البطم الأطلسي،اشجار البلوط، السنديان، المصطكى، الشيح، الأرجوان، الزعرور الشوكي، نبات الغار واشجار اللوز وايضا في فصل الربيع تزهر شقائق النعمان.

## الكائنات الحية
ظاهرة مميزة في وادي الدالية هي تعشيش الطيور الجارحة الكبيرة على منحدراته الصخرية وقد رصدت أكثر من عشرة مواقع تعشيش للنسور في المنطقة.
كما تعيش في منحدرات الوادي عدة أنواع من الحيوانات من بينها: النيص، الخنزير البري، النمس، الغزال، قط المستنقعات، والوبر الصخري.

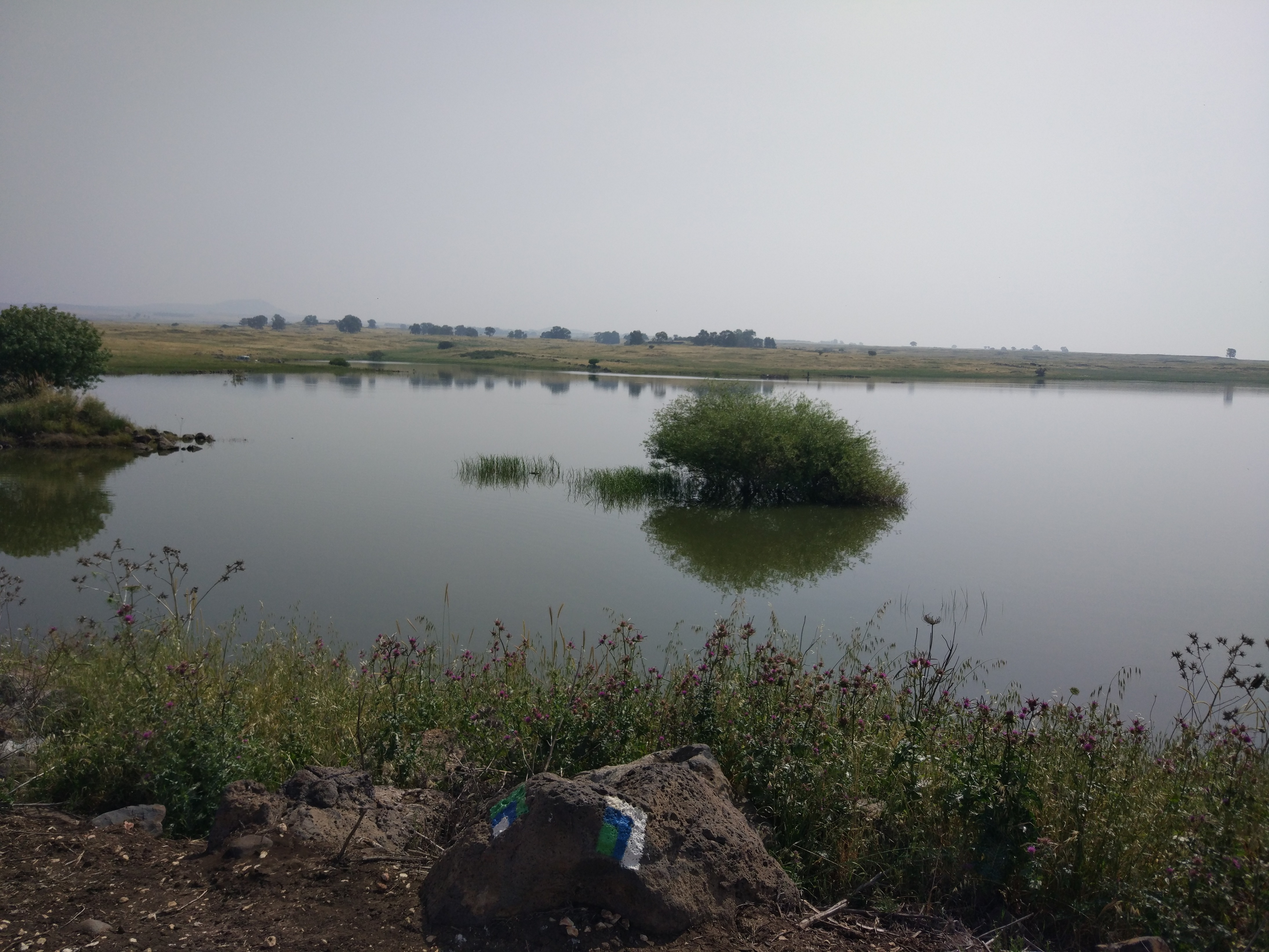
خزان الدالية

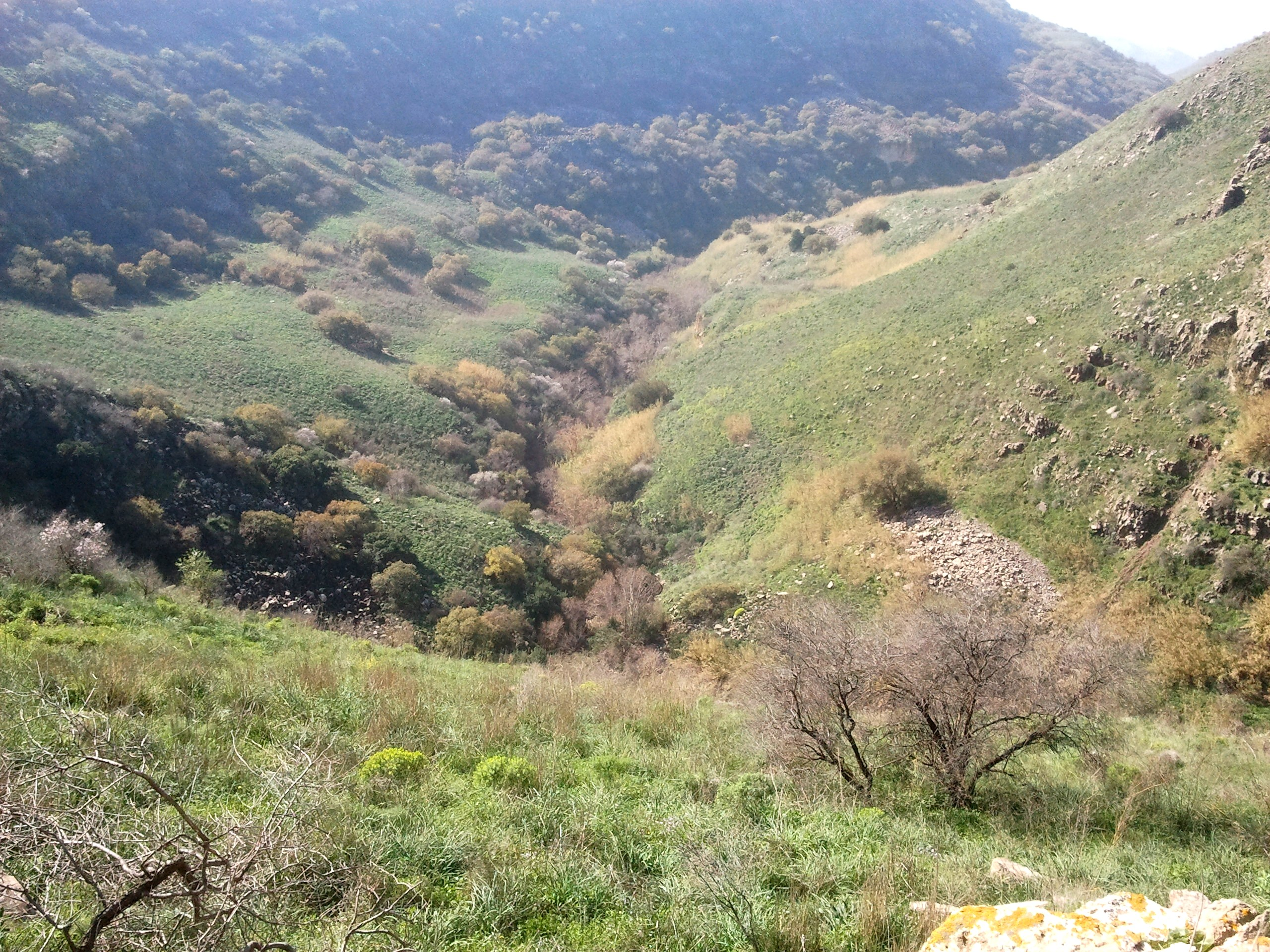
نهر دالية عند نقطة جري وادي مسيل الدبس فيه